# Parque nacional de las Cataratas Murchison
El parque nacional de las Cataratas Murchison es un espacio protegido en Uganda. El parque se encuentra en el norte de Uganda occidental, extendiéndose hacia el interior desde la orilla del lago Alberto, en torno al Nilo Blanco. 

## Descripción
El parque recibe su nombre por las cataratas Murchison, que a su vez fueron bautizadas en honor a un presidente de la Royal Geographical Society. El parque es conocido por su flora y fauna que se ha recuperado en parte de una masacre de los cazadores furtivos y las tropas bajo Idi Amin. Junto con los 748 kilómetros cuadrados adyacentes de la reserva de vida silvestre de Bugungu y los 720 kilómetros cuadrados de la reserva de vida silvestre de Karuma, el parque constituye el Área de Conservación de las cataratas de Murchison.

## Imágenes

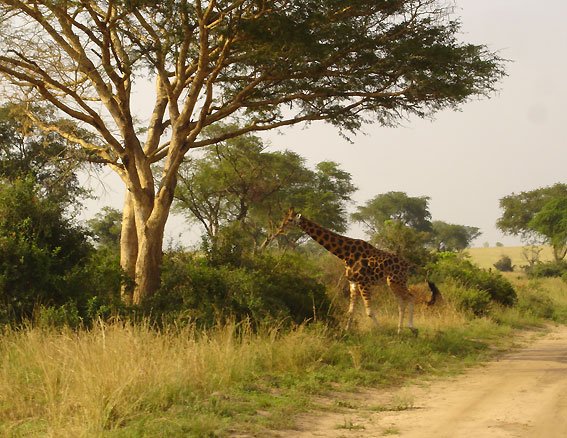
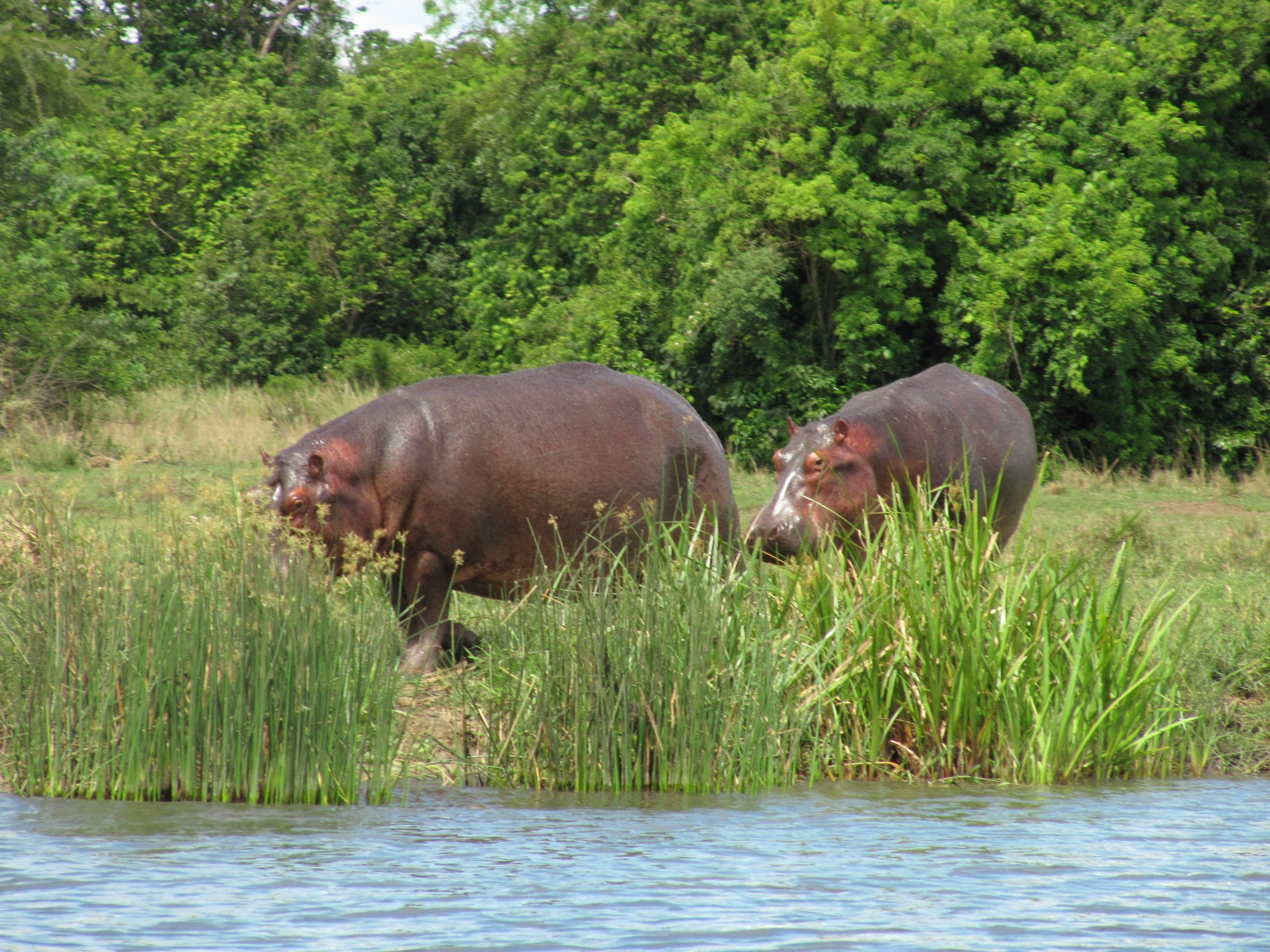